# Dzwonkówka brązowożółtawa
Dzwonkówka brązowożółtawa (Entoloma testaceum (Bres.) Noordel.) – gatunek grzybów z rodziny dzwonkówkowatych (Entolomataceae).

## Systematyka i nazewnictwo
Pozycja w klasyfikacji według Index Fungorum: Entoloma, Entolomataceae, Agaricales, Agaricomycetidae, Agaricomycetes, Agaricomycotina, Basidiomycota, Fungi.
Po raz pierwszy opisał go w 1887 r. Giacomo Bresàdola, nadając mu nazwę Nolanea cetrata var. testacea (bazonim). W 1987 r. Machiel Evert Noordeloos przeniósł go do rodzaju Entoloma i podniósł do rangi gatunku. Pozostałe synonimy:
- Entoloma testaceum var. bavaricum Noordel. & Wölfel 1987
- Nolanea cetrata var. testacea Bres. 1887
- Nolanea testacea (Bres.) P.D. Orton 1960

Polską nazwę zarekomendowała w 2025 r. Komisja ds. Polskiego Nazewnictwa Grzybów Polskiego Towarzystwa Mykologicznego.

## Morfologia
Kapelusz
Średnica 2–6 cm, stożkowaty, następnie stożkowo-wypukły z wyraźnym garbkiem, z prostym brzegiem. Jest silnie higrofaniczny; w stanie wilgotnym silnie prześwitujący i prążkowany, czerwonobrązowy w środku, bardziej żółtobrązowy ku brzegowi, gładki, nagi, po wyschnięciu znacznie jaśniejszy, do żółtobrązowego, silnie lśniąco-satynowy, czasami z łykowatymi plamami.
Blaszki
Około 50 z blaszeczkami (l = 1-5), gęste, głęboko wykrojone do prawie wolnych, wąsko brzuchate, o szewrokości 3–5 mm, bladożółtobrązowe, następnie różowobrązowe. Ostrza całe lub strzępiaste, tego samego koloru lub brązowawe.
Trzon
Wysokość 6,5–11 cm, grubość 0,3–1 cm, cylindryczny lub spłaszczony, z wyraźnie rozszerzoną podstawą. Powierzchnia żółtobrązowa, jaśniejsza od kapelusza, silnie włókienkowata, prążkowana ze srebrzystobiałymi włókienkami, delikatnie oprószony na szczycie lub na całej powierzchni, u podstawy biało owłosiona.
Miąższ
Bardzo kruchy, w kolorze powierzchni. Zapach mączny do zjełczałego. Smak oleisty zjełczały.
Cechy mikroskopowe
Podstawki 4-zarodnikowe ze sprzążkami. Zarodniki 9–12 × 7–8,5 µm, Q = 1,2–1,5, w widoku z boku 5–7-kątne. Cheilocystydy 25–60 × 5–11 um, cylindryczne lub wąsko zgrubiałe, rzadko nieco główkowate, ze sprzążkami. Skórka kapelusza zbudowana z cylindrycznych strzępek o szerokości 3,6 µm, zawierających jasnobrązowy, wewnątrzkomórkowy pigment, nigdy nie inkrustujący. Skórka trzonu złożona z luźno ułożonych, cylindrycznych strzępek o szerokości 2–10 µm z rozproszonymi lub licznymi wolnymi zakończeniami końcowymi i kaulocystydami, 20–75 × 3–11 µm.

## Występowanie i siedlisko
Gatunek rzadki. W Polsce stanowiska tego gatunku podał B. Gierczyk w 2018 r.
Grzyb naziemny. Występuje w lasach z sosnami, brzozami, rozproszonymi niskimi krzewami wierzby i roślinami zielnymi na mniej lub bardziej kwaśnej glebie. Owocniki od lata do jesieni, głównie od czerwca do września.